# Bernard (öl)
Bernard är ett tjeckiskt bryggeri och ett ölmärke som exporteras till stora delar av Europa.

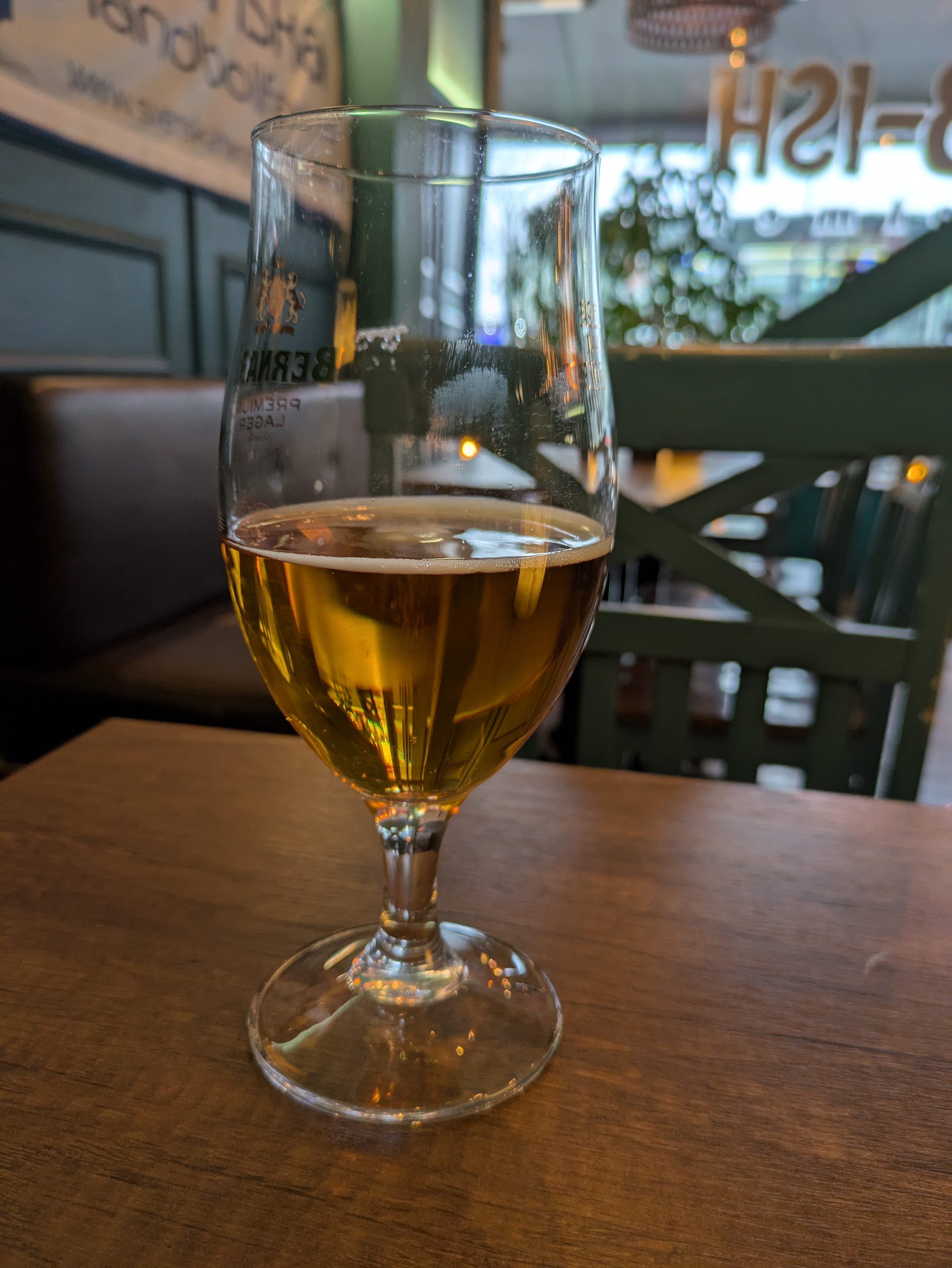

Företaget ägs till hälften av belgiska bryggeriföretaget Duvel och till hälften av tjeckiska intressen.  Bryggeriet ligger i Humpolec i Tjeckien, där bryggeri är tradition sedan 1500-talet. Den finns i både mörk och ljus lager och smaken brukar beskrivas som fyllig. Under prisceremonin Czech Republic's Friends of Beer Association (Sdružení přátel piva) prisades Bernards olika brygder med tre förstaplatser i olika kategorier. Bernard har även röstats fram som tjeckernas favoritöl i andra forum 2024.